# Vaccinium carolinianum
Vaccinium carolinianum är en ljungväxtart som beskrevs av William Willard Ashe. Vaccinium carolinianum ingår i Blåbärssläktet, och familjen ljungväxter. Inga underarter finns listade i Catalogue of Life.